# Dlouhá Lhota (ort i Tjeckien, Södra Böhmen)
Dlouhá Lhota är en ort i Tjeckien.   Den ligger i regionen Södra Böhmen, i den centrala delen av landet, 90 km söder om huvudstaden Prag. Dlouhá Lhota ligger 438 meter över havet och antalet invånare är 174.
Terrängen runt Dlouhá Lhota är lite kuperad. Runt Dlouhá Lhota är det ganska glesbefolkat, med 24 invånare per kvadratkilometer. Närmaste större samhälle är Tábor, 11,7 km nordväst om Dlouhá Lhota. Omgivningarna runt Dlouhá Lhota är en mosaik av jordbruksmark och naturlig växtlighet.